# Barbados (Typically Tropical)
"Barbados" is de debuutsingle van de Britse band Typically Tropical, uitgebracht in mei 1975.
"Barbados" kwam eind juni 1975 binnen op nummer 37 in de Britse hitlijst en stond vijf weken later een week lang op nummer één. In totaal stond "Barbados" elf weken in de hitlijst. Het nummer bereikte ook nummer één in de Ierse hitlijst, de Zuid-Afrikaanse hitlijst en nummer 20 in de Australische hitlijst (Kent Music Report). Het nummer werd later in 1975 uitgebracht op een album van Gull Records, genaamd Barbados Sky.
De opvolgende singles "Rocket Now" en "The Ghost Song" haalden de hitlijsten niet, waardoor Typical Tropical een eendagsvlieg werd.
In 1999 bereikte een bewerkte versie van het nummer, omgedoopt tot "We're Going to Ibiza", ook de nummer één positie in het Verenigd Koninkrijk voor de Vengaboys.